# Heliga Treenighetskyrkan, Tsjaluša
Heliga Treenighetskyrkan, eller Heliga Treenighetens kyrka, (belarusiska: Свята-Троіцкая царква; translitteration: Svjata-Troitskaja tsarkva) är en belarusisk-ortodox kyrkobyggnad belägen i staden Tsjaluša, i distriktet Babrujski rajon i Mahiljoŭs voblast, i centrala Belarus.
Kyrkan är helgad åt Treenigheten och tillhör Babrujsks stift.

## Historik
Heliga Treenighetskyrkan i Tsjaluša byggdes 1904 på bekostnad av en greve vid namn Pavel Arkadjevitj Vorontsov-Veljaminov och hans hustru Natalija Alexandrovna Pushkina.

## Bilder

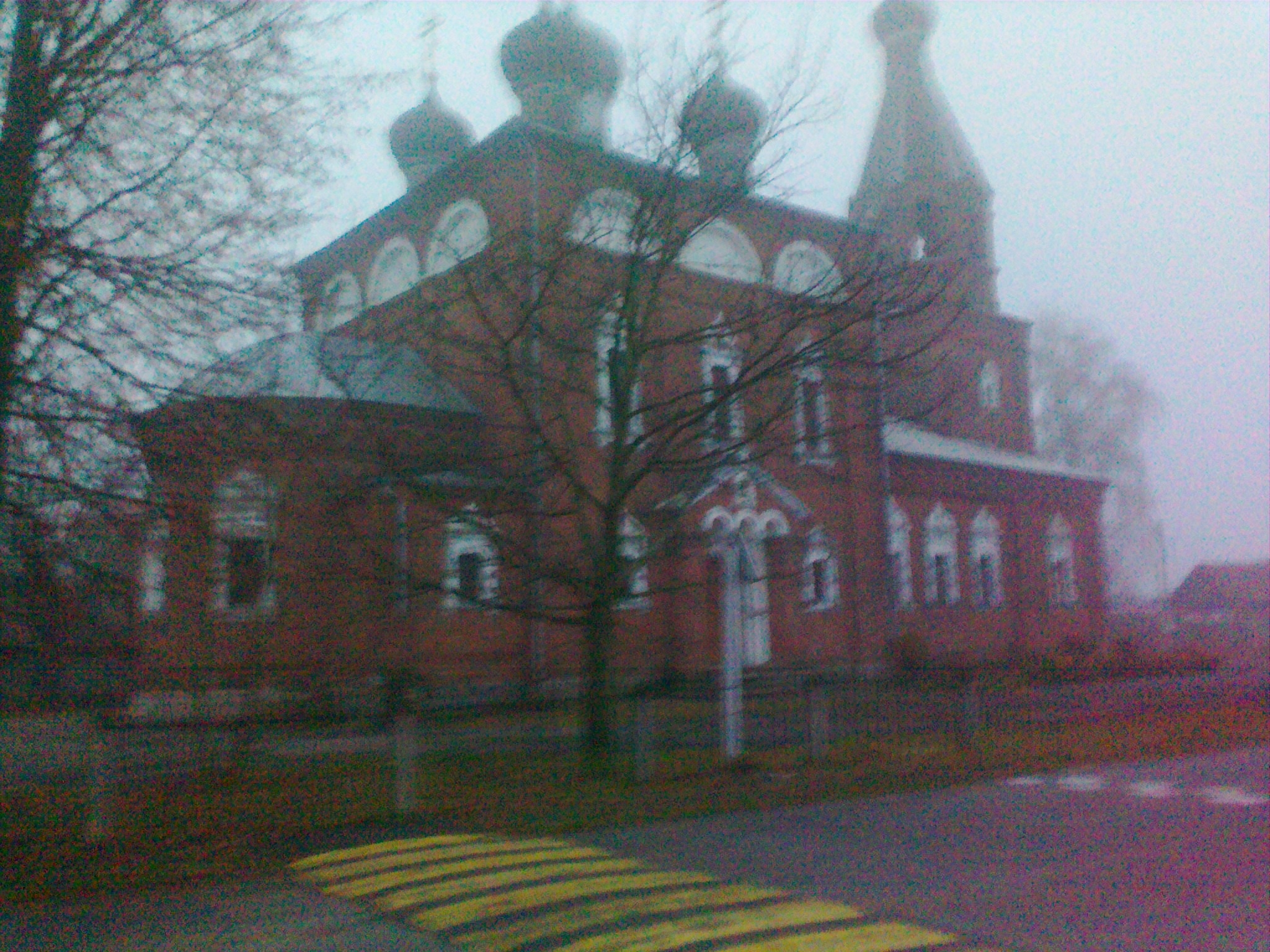
Kyrkan från sidan.